# نسوویتسه
نسوویتسه (به چکی: Nesovice) یک منطقهٔ مسکونی در جمهوری چک است که در ناحیه ویشکوو واقع شده‌است. نسوویتسه ۱۰٫۲۷ کیلومتر مربع مساحت و ۱٬۱۴۷ نفر جمعیت دارد و ۲۴۸ متر بالاتر از سطح دریا واقع شده‌است.